# 人事档案
人事档案是一些共产党执政国家为公民建立的个人档案，记录个人的经历、考核结果、政治观点、思想品德评价、有关调查材料等，内容属于国家秘密，不对本人公开，通常用于上级组织和领导进行面试和审查时查阅。最早起源于苏联，现于中国大陆实行。

### 历史

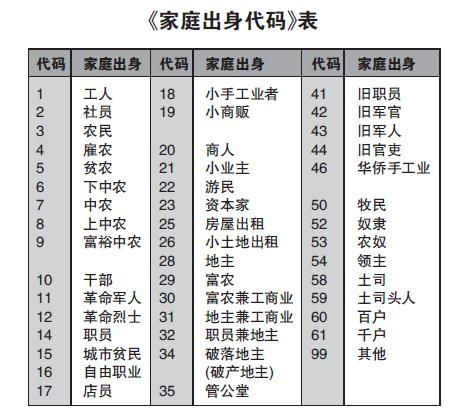
1985～2005年曾使用的國家標準《家庭出身代碼》，在官方人事檔案裡的個人資料以前都會標識有關身份背景。

## 中华人民共和国人事档案制度

### 法律法规
法律上，人事档案归属《中华人民共和国档案法》和《中华人民共和国档案法实施办法》管理。这些法律规定满30年的档案一般向公众开放。
在国有经济体制下，人事档案是决定个人升学、就业、评定职称、提拔，开具证明所必需的，由公民所在单位管理。近年来由于人口流动和私营企业雇佣增多，档案在工作方面的重要性减低。但公民仍然要将档案存放在原来单位，或者专门的人才流动服务机构（参见1996年公布的《流动人员人事档案管理暂行规定》）。在2016年之前，后一类机构多按保存时间收取管理费。2016年5月25日，人力资源社会保障部办公厅发布《人力资源社会保障部办公厅关于简化优化流动人员人事档案管理服务的通知》。依据其中第三条之规定，各地人才流动服务机构陆续取消档案管理费用。

### 对该制度的批评
- 虽然对个人生活影响很大[有歧义]，但公民本人没有知情权，所以也很难改正其中的错误。
- 没有具体的存档规定，标准不一。很多非客观材料被收入。
- 扣押人事档案（拒绝转移档案）被用来阻止公民的自由流动。例如报考研究生，学校要先收人事档案再发录取通知。扣押档案实际上剥夺了公民接受高等教育的权利。
- 近年来很多档案被遗弃，造成本人养老保险，计算工龄中的问题。[來源請求]

## 东德的人事档案制度
兩德統一后，原东德的国家安全部斯塔西人事档案被公开，其中包括500万人的资料（东德人口最高1700万）。个人方可以经申请查阅自己的档案。第8任德国总理安格拉·默克爾的档案显示，国家安全部曾经考虑将她发展成线人，后来因为她离过婚，而且听西方音乐和穿牛仔裤被认为不合格。

## 与西方教育制度的比较
美国教育活动家John Taylor Gatto在对美国教育制度的批评中提出了与档案制度的比较的例子。